# الوزن المتوسط (فنون القتال المختلطة)

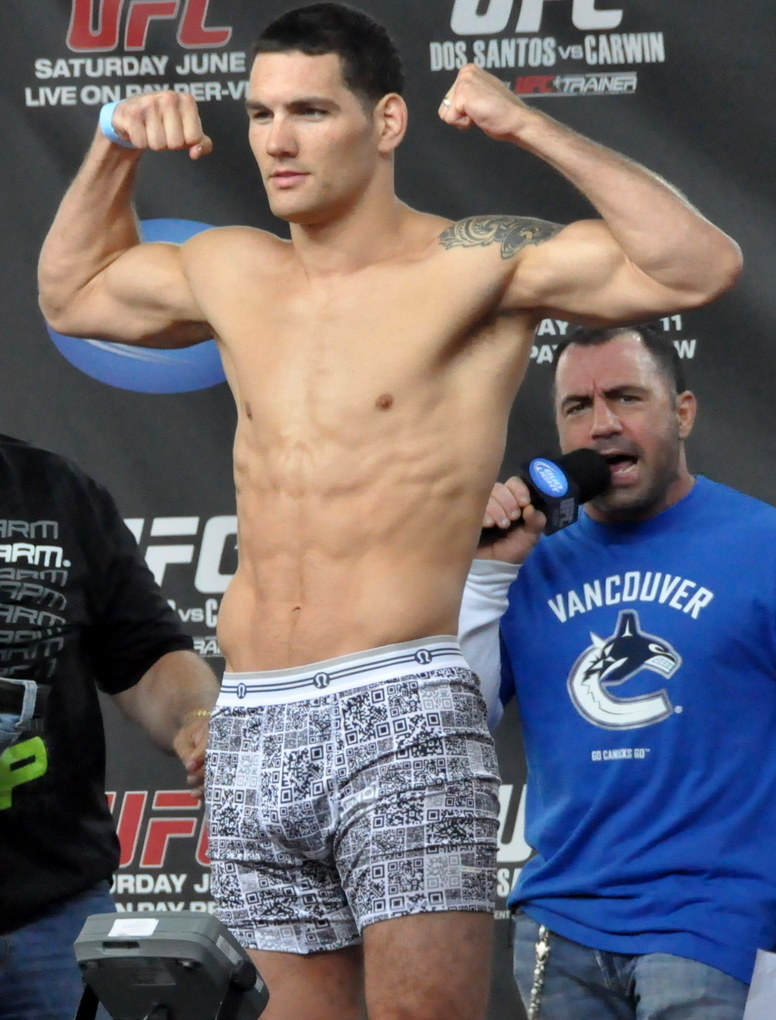
الوزن المتوسط

يشير قسم الوزن المتوسط (بالإنجليزية: Middleweight) في فنون القتال المختلطة إلى فئات وزن مختلفة:
- قسم في بطولة القتال النهائي، والذي يجمع المتنافسين ضمن 171 إلى 185 رطلاً (77.5 إلى 84 كجم)
- فئة الوزن المتوسط في شوتو، والتي تشير إلى المتنافسين الذين تتراوح أوزانهم بين 155 و170 رطلاً (70.3 و77.1 كجم)
- يتبع قسم الوزن المتوسط في بطولة ون نموذج برايد فايتنغ، بحد أعلى يبلغ 93 كجم (205 رطلاً).
- قسم الوزن المتوسط في بطولة رود القتالية، بحد أعلى يبلغ 185 رطلاً (84 كجم).

## توضيح
من أجل التوحيد، تشير العديد من مواقع فنون القتال المختلطة إلى المتنافسين الذين تتراوح أوزانهم بين 171 و185 رطلاً (77.5 و84 كجم) على أنهم من الوزن المتوسط. يشمل هذا قسم شوتو للوزن الخفيف الثقيل بنفس حد الوزن.
حد الوزن المتوسط، كما حددته لجنة ولاية نيفادا الرياضية و اتحاد لجان الملاكمة  هو 185 رطلاً (84 كجم).